# Poposauroidea
Poposauroidea es un clado de rauisuquios. Incluye a los poposáuridos, los shuvosáuridos y los ctenosauríscidos, pero excluye a los grandes depredadores rauisuquios como los rauisúquidos y prestosúquidos. Aunque fue formalmente definido en 2007, el término se ha usado por muchos años. El grupo ha sido referido como Poposauridae por algunos autores, aunque ese nombre es usado con más frecuencia para referirse a la familia que incluye a Poposaurus y a sus parientes cercanos.

## Historia
Franz Nopcsa usó originalmente el término Poposauridae en 1923 para referirse a los poposauroides. Por entonces, el único miembro del grupo era Poposaurus, que era considerado un dinosaurio terópodo. En los años siguientes, los poposauroides fueron situados en varios grupos, incluyendo Saurischia, Theropoda y Carnosauria. Esta clasificación permaneció hasta la década de 1970, cuando restos mejores indicaron que Poposaurus era un crurotarso en vez de un dinosaurio. Otros géneros como Sillosuchus y Shuvosaurus fueron instaurados posteriormente. Como Poposaurus,inicialmente se pensó que Shuvosaurus era un dinosaurio terópodo.
Sankar Chatterjee reclasificó a los poposauroides como terópodos con su descripción del nuevo género Postosuchus en 1985. Chaterjee incluso consideró a los poposauroides ancestros de los tiranosaurios. Postosuchus fue ampliamente considerado como un poposauroide por los siguientes diez años y fue incluido en muchos análisis filogenéticos de los arcosaurios triásicos. En 1995, Robert Long y Phillip Murry mostraron que el material original de Postosuchus era una quimera, es decir una colección de huesos de varios animales diferentes. De acuerdo a Long y Murry, el material del Postosuchus de Chattarjee incluía huesos de Poposaurus y Shuvosaurus, dando la impresión de que era un poposauroide. Postosuchus ha sido desde entonces reclasificado como un rauisúquido, y ya no se considera que los poposauroides sean dinosaurios terópodos.
Poposauroidea fue formalmente definido como un clado por Jonathan C. Weinbaum y Axel Hungerbühler en 2007. En su artículo, Weinbaum y Hungerbühler describieron dos nuevos esqueletos de Poposaurus e incorporaron varios nuevos rasgos del género en un análisis filogenético. Poposauroidea fue encontrado como un grupo monofilético, mientras que los otros rauisuquios (Rauisuchidae y Prestosuchidae) fueron situados como formas basales en un nuevo grupo llamado Paracrocodyliformes.
En 2005, el paleontólogo Paul Sereno definió a Poposauridae como un taxón basado en raíces que incluye a todos los taxones más cercanamente relacionados con Poposaurus gracilis que a Crocodylus niloticus, el cocodrilo del Nilo. Esto no sólo abarcaría a los poposáuridos como Poposaurus sino también a muchos otros poposauroides, haciéndolo equivalente al Poposauroidea del estudio de Weinbaum y Hungerbühler.

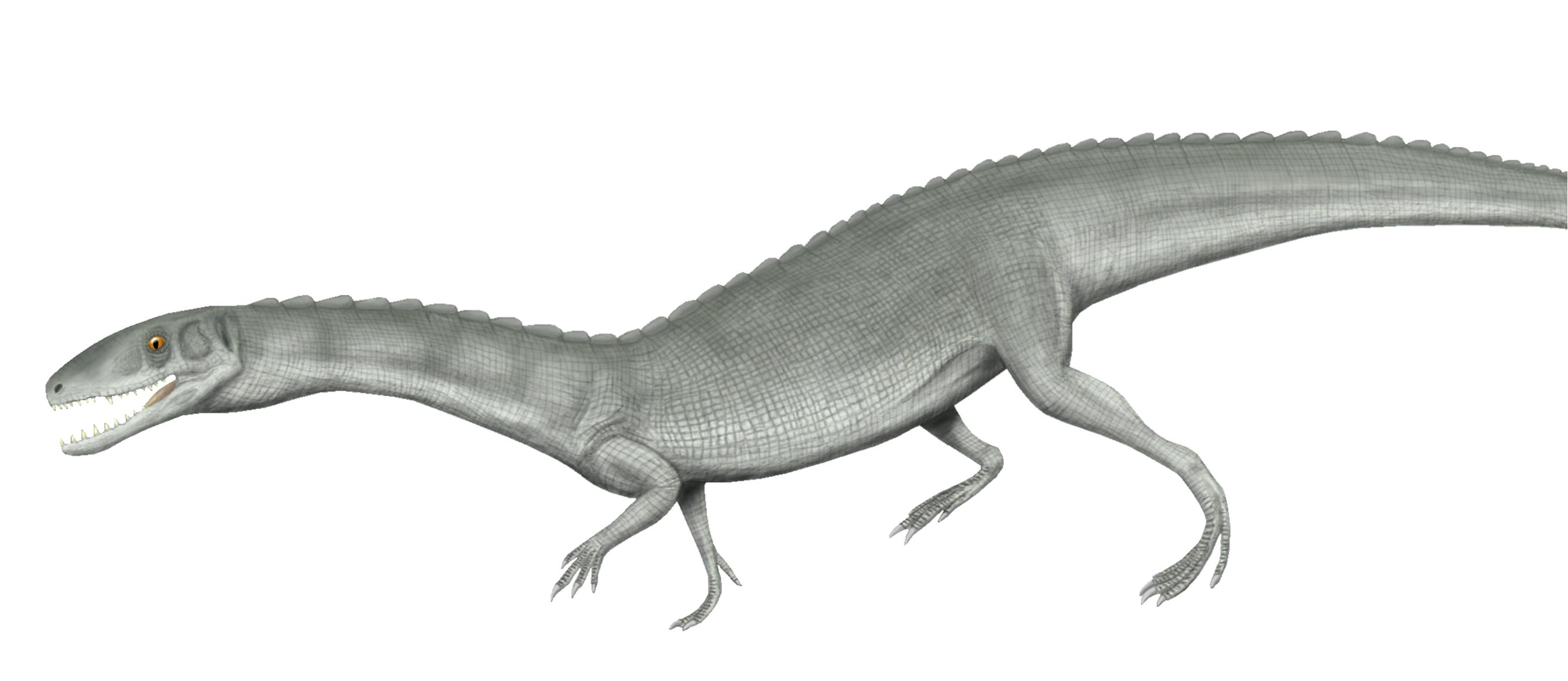
Yarasuchus deccanensis, un arcosaurio de la India que fue situado como el poposauroide más basal en el análisis filogenético de Brusatte et al..

Brusatte et al. (2010) llevaron a cabo un estudio filogenético de los arcosaurios que resultó en un agrupamiento al que refirieron a Poposauroidea. A diferencia de muchos estudios recientes, ellos encontraron que Rauisuchia era monofilético, consistiendo de dos grandes clados: Rauisuchoidea y Poposauroidea. Sin embargo, la monofilia de Rauisuchia no encontró mucho soporte en el análisis de Brussate et al.'. Ellos notaron que si su árbol era agrandado en un paso, Poposauroidea cae por fuera de Rauisuchia y se vuelve el grupo hermano de Ornithosuchidae, el cual generalmente es considerado como cercanamente relacionado con Rauisuchia, pero sin formar parte de este. En su árbol, Poposauroidea incluye géneros usualmente clasificados como poposauroides así como varios otros que no son tradicionalmente incluidos en el grupo. Uno de ellos, Yarasuchus, fue previamente clasificado como un prestosúquido, pero fue recuperado como el poposauroide más basal. Yarasuchus es inusual por poseer un cuello relativamente largo y un tamaño reducido. El otro género, Qianosuchus, es único entre los crurotarsos por su estilo de vida semiacuático.

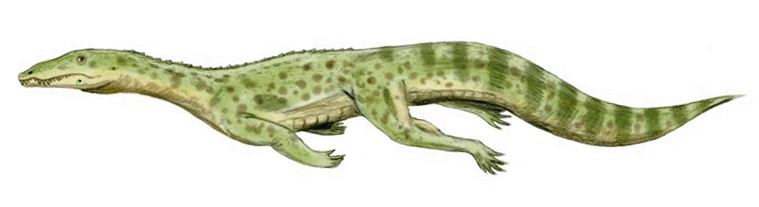
Qianosuchus mixtus, un inusual arcosaurio semiacuático que fue situado como un poposauroide basal en el análisis filogenético de Nesbitt.

En su extensa revisión de los arcosaurios que incluyó un gran análisis cladístico, Sterling J. Nesbitt (2011) encontró que Xilousuchus era un poposauroide más cercanamente relacionado con Arizonasaurus. El análisis de Nesbitt no encontró como monofilético a Rauisuchia ni a Rauisuchoidea. Poposauroidea sí sería monofilético, y mejor definido que en análisis previos. El siguiente cladograma sigue a Nesbitt (2011) con nombres de los clados basados en estudios previos.
|  | Arizonasaurus |
|  |               |
|  | Xilousuchus   |
|  |               |

|  | Poposaurus |
|  |            |

|  | Lotosaurus |
|  |            |

|  | Sillosuchus                                             |
|  |                                                         |
|  | \| \| Effigia \| \| \| \| \| \| Shuvosaurus \| \| \| \| |
|  |                                                         |
|  | Effigia                                                 |
|  |                                                         |
|  | Shuvosaurus                                             |
|  |                                                         |

|  | Effigia     |
|  |             |
|  | Shuvosaurus |
|  |             |

|  | Lotosaurus |
|  |            |

|  | Sillosuchus                                             |
|  |                                                         |
|  | \| \| Effigia \| \| \| \| \| \| Shuvosaurus \| \| \| \| |
|  |                                                         |
|  | Effigia                                                 |
|  |                                                         |
|  | Shuvosaurus                                             |
|  |                                                         |

|  | Effigia     |
|  |             |
|  | Shuvosaurus |
|  |             |

|  | Poposaurus |
|  |            |

|  | Lotosaurus |
|  |            |

|  | Sillosuchus                                             |
|  |                                                         |
|  | \| \| Effigia \| \| \| \| \| \| Shuvosaurus \| \| \| \| |
|  |                                                         |
|  | Effigia                                                 |
|  |                                                         |
|  | Shuvosaurus                                             |
|  |                                                         |

|  | Effigia     |
|  |             |
|  | Shuvosaurus |
|  |             |

|  | Lotosaurus |
|  |            |

|  | Sillosuchus                                             |
|  |                                                         |
|  | \| \| Effigia \| \| \| \| \| \| Shuvosaurus \| \| \| \| |
|  |                                                         |
|  | Effigia                                                 |
|  |                                                         |
|  | Shuvosaurus                                             |
|  |                                                         |

|  | Effigia     |
|  |             |
|  | Shuvosaurus |
|  |             |

|  | Arizonasaurus |
|  |               |
|  | Xilousuchus   |
|  |               |

|  | Poposaurus |
|  |            |

|  | Lotosaurus |
|  |            |

|  | Sillosuchus                                             |
|  |                                                         |
|  | \| \| Effigia \| \| \| \| \| \| Shuvosaurus \| \| \| \| |
|  |                                                         |
|  | Effigia                                                 |
|  |                                                         |
|  | Shuvosaurus                                             |
|  |                                                         |

|  | Effigia     |
|  |             |
|  | Shuvosaurus |
|  |             |

|  | Lotosaurus |
|  |            |

|  | Sillosuchus                                             |
|  |                                                         |
|  | \| \| Effigia \| \| \| \| \| \| Shuvosaurus \| \| \| \| |
|  |                                                         |
|  | Effigia                                                 |
|  |                                                         |
|  | Shuvosaurus                                             |
|  |                                                         |

|  | Effigia     |
|  |             |
|  | Shuvosaurus |
|  |             |

|  | Poposaurus |
|  |            |

|  | Lotosaurus |
|  |            |

|  | Sillosuchus                                             |
|  |                                                         |
|  | \| \| Effigia \| \| \| \| \| \| Shuvosaurus \| \| \| \| |
|  |                                                         |
|  | Effigia                                                 |
|  |                                                         |
|  | Shuvosaurus                                             |
|  |                                                         |

|  | Effigia     |
|  |             |
|  | Shuvosaurus |
|  |             |

|  | Lotosaurus |
|  |            |

|  | Sillosuchus                                             |
|  |                                                         |
|  | \| \| Effigia \| \| \| \| \| \| Shuvosaurus \| \| \| \| |
|  |                                                         |
|  | Effigia                                                 |
|  |                                                         |
|  | Shuvosaurus                                             |
|  |                                                         |

|  | Effigia     |
|  |             |
|  | Shuvosaurus |
|  |             |

|  | Arizonasaurus |
|  |               |
|  | Xilousuchus   |
|  |               |

|  | Poposaurus |
|  |            |

|  | Lotosaurus |
|  |            |

|  | Sillosuchus                                             |
|  |                                                         |
|  | \| \| Effigia \| \| \| \| \| \| Shuvosaurus \| \| \| \| |
|  |                                                         |
|  | Effigia                                                 |
|  |                                                         |
|  | Shuvosaurus                                             |
|  |                                                         |

|  | Effigia     |
|  |             |
|  | Shuvosaurus |
|  |             |

|  | Lotosaurus |
|  |            |

|  | Sillosuchus                                             |
|  |                                                         |
|  | \| \| Effigia \| \| \| \| \| \| Shuvosaurus \| \| \| \| |
|  |                                                         |
|  | Effigia                                                 |
|  |                                                         |
|  | Shuvosaurus                                             |
|  |                                                         |

|  | Effigia     |
|  |             |
|  | Shuvosaurus |
|  |             |

|  | Poposaurus |
|  |            |

|  | Lotosaurus |
|  |            |

|  | Sillosuchus                                             |
|  |                                                         |
|  | \| \| Effigia \| \| \| \| \| \| Shuvosaurus \| \| \| \| |
|  |                                                         |
|  | Effigia                                                 |
|  |                                                         |
|  | Shuvosaurus                                             |
|  |                                                         |

|  | Effigia     |
|  |             |
|  | Shuvosaurus |
|  |             |

|  | Lotosaurus |
|  |            |

|  | Sillosuchus                                             |
|  |                                                         |
|  | \| \| Effigia \| \| \| \| \| \| Shuvosaurus \| \| \| \| |
|  |                                                         |
|  | Effigia                                                 |
|  |                                                         |
|  | Shuvosaurus                                             |
|  |                                                         |

|  | Effigia     |
|  |             |
|  | Shuvosaurus |
|  |             |

|  | Arizonasaurus |
|  |               |
|  | Xilousuchus   |
|  |               |

|  | Poposaurus |
|  |            |

|  | Lotosaurus |
|  |            |

|  | Sillosuchus                                             |
|  |                                                         |
|  | \| \| Effigia \| \| \| \| \| \| Shuvosaurus \| \| \| \| |
|  |                                                         |
|  | Effigia                                                 |
|  |                                                         |
|  | Shuvosaurus                                             |
|  |                                                         |

|  | Effigia     |
|  |             |
|  | Shuvosaurus |
|  |             |

|  | Lotosaurus |
|  |            |

|  | Sillosuchus                                             |
|  |                                                         |
|  | \| \| Effigia \| \| \| \| \| \| Shuvosaurus \| \| \| \| |
|  |                                                         |
|  | Effigia                                                 |
|  |                                                         |
|  | Shuvosaurus                                             |
|  |                                                         |

|  | Effigia     |
|  |             |
|  | Shuvosaurus |
|  |             |

|  | Poposaurus |
|  |            |

|  | Lotosaurus |
|  |            |

|  | Sillosuchus                                             |
|  |                                                         |
|  | \| \| Effigia \| \| \| \| \| \| Shuvosaurus \| \| \| \| |
|  |                                                         |
|  | Effigia                                                 |
|  |                                                         |
|  | Shuvosaurus                                             |
|  |                                                         |

|  | Effigia     |
|  |             |
|  | Shuvosaurus |
|  |             |

|  | Lotosaurus |
|  |            |

|  | Sillosuchus                                             |
|  |                                                         |
|  | \| \| Effigia \| \| \| \| \| \| Shuvosaurus \| \| \| \| |
|  |                                                         |
|  | Effigia                                                 |
|  |                                                         |
|  | Shuvosaurus                                             |
|  |                                                         |

|  | Effigia     |
|  |             |
|  | Shuvosaurus |
|  |             |